# LISTENERS 聆聽者
《LISTENERS 聆聽者》（日语：LISTENERS リスナーズ），日本電視動畫，由MAPPA製作，2020年4月4日至6月20日期間於每日放送、TBS「Animeism」B1等時段播映。

## 概要
在這個世界，人類的生活遭到被稱作「耳無」的神秘生命體威脅。只有能插上（Plugin）戰鬥裝甲「裝備」（Equipment）、並操縱它的能力者「祈手」（Prayer）能夠與耳無對抗。生活在廢鐵城市「里弗切斯特」的少年「艾可」，自從10年前目擊到耳無和祈手（Prayer）在大戰「Fes」中留下傳說的祈手「吉米」以來，暗地裡對祈手產生強烈憧憬的同時，他也悶悶不樂地生活著。然而在某天，一如既往在垃圾山做着採掘工作的艾可，與喪失記憶的少女「繆」相遇了。腰間有著插孔（Input Jack）的她也曾是祈手。不久，兩人為了追尋繆的出身以及身為Fes的中心人物卻謎團重重的人物吉米，踏上了旅程。

## 登場人物
艾可·列克（Echo Rec，聲：村瀨步）
和姐姐斯韋爾一起在廢鐵城市“裏巴切斯塔”生活的少年。自10年前的“耳無”剿滅戰“自由慶典計劃”中目睹了留下傳說的吉米·斯通弗裏以來，對祈手有著強烈的憧景，於是自己製作由祈手召喚，且能與耳無戰鬥的”音波機甲“AMP。性格軟弱，暗自對音波機甲有著熱切的感情。一天，他與失憶的少女相遇，並給她起名為缪。
繆（μ，聲：高橋李依）
失憶的神秘少女。因為腰上有連接AMP的插孔，所以被人認為是個祈手，然而名鑒上並沒有其名字，是個神秘的存在。性格強硬，有著罕見的“真空管”。在找回自己記憶的旅程裏，一點一點地將艾克卷入其中。
尼爾（Nir，聲：釘宮理恵）
祈手培訓學校“Freak Scene學園”的學生。因為是祈手而受到週圍的迫害，感到孤獨的時候，會憧景知曉吉米的存在。性格極度內向，在遇到艾克後逐漸有了轉變。
蘿茲（Roz，聲：花澤香菜）
標榜著要與耳無共存，是因10年前的“慶典”而導致滅絕的“諾姆之民”的最後幸存者。或許由於從小就去去家人，所以性格沈著冷靜，但又有些漠不關心。將耳無視為親人般對待，拒絕想回避、驅逐耳無的外界，獨自生活在由牆壁封閉的城鎮中。認識在參加“慶典”前的吉米。
殿下（Denka，聲：諏訪部順一）
“紫王國 佩斯利公園”的統治者，有著“戰栗貴公子”別名的祈手。住在漂浮在天空的“銀河宮殿”，除了一部分以外，無人知曉其真面目。在10年前的“自由慶典計劃”中曾與吉米相遇，認為因為對自己的愛不足所以作戰才會失敗，在此之後，他就開始倡導“用愛革命”。
里奇（Ritchie，聲：上村祐翔）
在“倫狄尼姆”長大的戰災孤兒，和萊德在同一所福利院裏長大。與萊德形成鮮明對比，其性格開朗、和藹可親，是個連養母薇薇安做的難喝的湯都能津津有味地喝下去的好青年。實際上也有害羞的一面。
萊德（Lyde，聲：八代拓）
在世界上受耳無進攻最激烈的地方——“倫狄尼姆”生活的戰災孤兒。厭倦了恐懼耳無和支配城鎮的軍人的生活，把想打破無奈現狀的怒火和破壞沖動隱藏在心底，作為AMP建設者一直在隱居。
賈妮絲（Janis，聲：上田麗奈）
住在一直延伸到地平線的田地中央的古老城鎮“克拉克斯代爾”，是個極其單純的美少女。在獨特的氛圍裏無論對誰都毫無城府，但卻似乎有點糊塗。不過，由於成長環境，她對小事並不在意，並且對艾克的吐槽毫無所動。
羅伯特（Robert，聲：銀河萬丈）
和詹尼斯一起在“克拉克斯代爾”居住的老人。平時是個農夫，一個人能熟練完成所有的勞動工作。時而會像看穿艾克內心煩惱一樣，給予他建議。
霍爾（Hole，聲：下野紘）
擔任“Freak Scene學園”的學生會長，是個眉清目秀的美少年，因對女性溫柔而在學園裏頗受歡迎。另一方面，為了逃避在與耳無的戰鬥中被一次性使用的祈手的命運，抱有飛黃騰達的野心。
金（Kim，聲：田中敦子）
“Freak Scene學園”的女校長。假裝嚴格待人的態度，實際上是性格開朗，感情表現強烈的類型。對不聽教師的話的頑皮學生感到棘手。
溫蒂（Wendy，聲：本名陽子）
受殿下溺愛的“紫王國”的祈手。在王國主辦的競技比賽“初始大道”中被譽為不敗女帝。另一方面，也是給在繁華街的娛樂設施“Love Sexy”裏工作的女孩子們做指導的打工領導。
莉莎（Lisa，聲：尤加奈）
受殿下溺愛的“紫王國”的祈手。在王國主辦的競技比賽“初始大道”中被譽為不敗女帝。另一方面，也是給在繁華街的娛樂設施“Love Sexy”裏工作的女孩子們做指導的副領導。
里歐·馬歇爾（Leo Marshall，聲：千葉繁）
追逐錢的味道，奔走在各個國家的漂泊打工領導。十分喜歡酒、女人和賭博，享樂主義且浪漫主義，但也因此常常欠錢。
艾因·紐巴頓（Ein Neubauten，聲：大原沙耶香）
常常戴著面紗藏著臉，擁有能控製耳無的神秘之力的祈手三姐妹。長女艾茵，冷靜的領導者信奉著人類仍未出世之前世界充滿雜音，作為背叛的英雄、耳無的守護者崇拜著吉米。
施圖爾·紐巴頓（Stür Neubauten，聲：日笠陽子）
常常戴著面紗藏著臉，擁有能控製耳無的神秘之力的祈手三姐妹。次女施蒂爾，頭腦派信奉著人類仍未出世之前世界充滿雜音，作為背叛的英雄、耳無的守護者崇拜著吉米。
真德·紐巴頓（Zende Neubauten，聲：黑澤朋世）
常常戴著面紗藏著臉，擁有能控製耳無的神秘之力的祈手三姐妹。三女岑德，易沖動。信奉著人類仍未出世之前世界充滿雜音，作為背叛的英雄、耳無的守護者崇拜著吉米。
斯韋爾·列克（Swell Rec，聲：佐藤利奈）
艾克的姐姐。經營著聚集了城鎮的勞動者們的酒吧“綠洲”，獨自撫養雙親過世的艾克。他們所居住的“裏巴切斯塔”裏，雖然有很多人對帶來災難的祈手抱有複雜的感情，但她曾與在10年前參加“慶典”的吉米相遇，因此對他同情的她，會以中立態度對待缪。
麥吉（McGee，聲：チョー）
由於十年前的“慶典”而變成垃圾山的“裏巴切斯塔”鎮長。為了城鎮的複興而鼓舞人們。厭惡著將災禍帶來鎮上的音波機甲和祈手。
莎莉·辛普森（Sally Simpson，聲：島袋美由利）
在城市“倫狄尼姆”暗中活動的“評議會部隊”的副隊長。作為托米的左右手，是個能冷靜指揮軍隊作戰的專家，但其本質上有著，希望孩子們能平靜生活的世界趕快到來的溫柔性格。
湯米·沃克（Tommy Walker，聲：中村悠一）
在受到耳無威脅的“倫狄尼姆”裏深受王牌元帥信賴的年輕參謀。由少年少女構成的“Council部隊”的隊長，作為國家實質性的指導者，指使他們並成為君臨天下的年輕領袖。能夠窺探對方無意識的內心深處，是個在超脫之中可見冷淡性格的野心家。
艾斯元帥（Gensui Ace，聲：大塚芳忠）
倫狄尼姆軍的最高指揮官。10年前大規模的耳無討伐戰“自由慶典計劃”中，擔任著最重要的角色之一，以強大的軍事能力在幕後肅清耳無，並考慮從此一口氣掌握世界霸權。但是計劃以失敗告終，由於當時左腳負傷，於是作為祈手退出一線。
碧琳·瓦倫丁（Bilin Valentine，聲：水樹奈奈）
身為王族瓦倫丁家的一員，侍奉國王凱文的女騎士團長。為了再與耳無對峙，進行音波機甲的開發和研究，是個能夠指揮巨型飛船“顫音技術研究所”的最強祈手，亦為凱文的搭檔。和凱文一同參加10年前的“自由慶典計劃”，目睹了吉米的失控。
凱文·瓦倫丁（Kevin Valentine，聲：山寺宏一）
作為一國之君，在10年前策劃了“自由慶典計劃”，但因計劃失敗而失去了國家。如今在飛船“顫音技術研究所”，悶在自己的房間研究AMP。週遊世界各地，收集和修理被遺棄和被破壞的AMP以及機械材料。從事著音波機甲的開發和研究。對艾克的AMP和缪的真空管頗感興趣。
吉米·斯通弗里（Jimi Stonefree，聲：福山潤）
其目的和出身等，所有一切都是謎團的傳說中的祈手。作為10年前的“自由慶典計劃”的王牌被投放的神秘祈手，在那場作戰行動中引起了巨大爆炸後便消失無蹤，因此有人稱他是拯救人類的英雄，也有人稱他是向耳無倒戈的背叛者。是艾克憧景的人物。

## 製作人員
- 原案：1st PLACE
- 原作：1st PLACE、Slow Curve、Story Riders
- 企劃：Slow Curve
- 監督：安藤裕章
- 故事原案：じん、佐藤大、橋本太知
- 系列構成：佐藤大
- 腳本：じん、佐藤大、宮昌太朗
- 角色設計：pomodorosa
- 動畫角色設計：鎌田晉平
- 次要角色設計：小泉初榮、高原修司
- 機械設計：寺尾洋之
- 色彩設計：末永絢子
- 美術監督：谷岡善王
- 攝影監督：柳田貴志
- CGI監修：川原智
- CGI監督：後藤泰輔
- 3D CG：
- 編集：
- 音響監督：小泉紀介
- 音響效果：西村睦弘
- 音響製作：dugout
- 樂曲製作：じん
- 音樂：L!th!um
- 音樂製作： DMM music、清水聖太郎
- 音樂製作人：中川岳、藤江將希
- 製作人：高篠秀一、龜井博司、尾畑聰明
- 動畫製作人：小川崇博
- 動畫製作：MAPPA
- 製作：LISTENERS 製作委員會（DMM pictures、MBS、Slow Curve）

## 主題曲
親自參與了主題歌全曲的作詞、作曲、製作，片尾曲是由繆（高橋李依）演唱，各話有所不同。
- 片頭曲


作詞、作曲：，編曲：、菅波榮純，主唱：ACCAMER
- 片尾曲

| 話數    | 曲名                          | 編曲  |
| ------- | ----------------------------- | ----- |
| TRACK02 | Muse                          | zukio |
| TRACK03 | Borders                       | じん  |
| TRACK04 | Slip out!                     | じん  |
| TRACK05 | Rainy lain                    | zukio |
| TRACK06 | Top of ocean                  | zukio |
| TRACK07 | Trauma                        | じん  |
| TRACK08 | Dilemma                       | じん  |
| TRACK09 | Fairy tale                    | zukio |
| TRACK10 | Slumber                       | zukio |
| TRACK11 | Love song                     | じん  |
| TRACK12 | Listeners                     | じん  |
| TRACK13 | Into the blue's (modern ver.) | じん  |

## 外部連結
- 官方網站（页面存档备份，存于）（日語）